# 에이팅
에이팅은 일본의 비디오 게임 개발사 및 배급사이다. 도쿄 시나가와구에 본사가 위치해있다.
1993년 토아플랜에서 근무하던 직원들을 중심으로 본래 라이징이라는 이름으로 설립됐다. 초기에는 《마법 대작전》, 《배틀 가레가》 등 진행형 슈팅 게임을 주로 제작했으며 허드슨 소프트의 격투 게임 《블러디 로어》 등 타사의 개발에도 참여했다. 2000년 현재 사명인 '에이팅'으로 변경한 후에는 닌텐도, 남코, 코나미 등 타사의 하청을 받아 게임을 제작하는 것을 주력으로 하고 있다.

## 개발 작품

### 라이징 게임
- 《마법 대작전》 (1993)
- 《패닉 봄버》 (1994)
- 《질풍 마법 대작전》 (1994)
- 《배틀 가레가》 (1996)
- 《창궁홍련대》 (1996)
- 《블러드 로어》 (1997)
- 《암드 폴리스 배트라이더》 (1998)
- 《배틀 바크레이드》 (1999)
- 《블러디 로어 2》 (1999)
- 《오! 바큔》 (1999)
- 《그레이트 마법 대작전》 (2000)
- 《1944: 더 루프 마스터》 (2000)
- 《브레이브 블레이드》 (2000)
- 《던전앤파이터 듀얼》 (2022)

## 참조
1. ↑  영어: Eighting Co., Ltd., 일본어: 株式会社エイティング
2. ↑  영어: Raizing, 일본어: ライジング